# Nyctimeninae
Nyctimeninae – podrodzina ssaków z rodziny rudawkowatych (Pteropodidae).

## Rozmieszczenie geograficzne
Podrodzina obejmuje gatunki występujące w południowo-wschodniej Azji oraz Australii i Oceanii.

## Podział systematyczny
Do podrodziny należą następujące rodzaje:
- Paranyctimene Tate, 1942 – rurkonosek
- Nyctimene Borkhausen, 1797 – rurkonos